# Brama piekieł

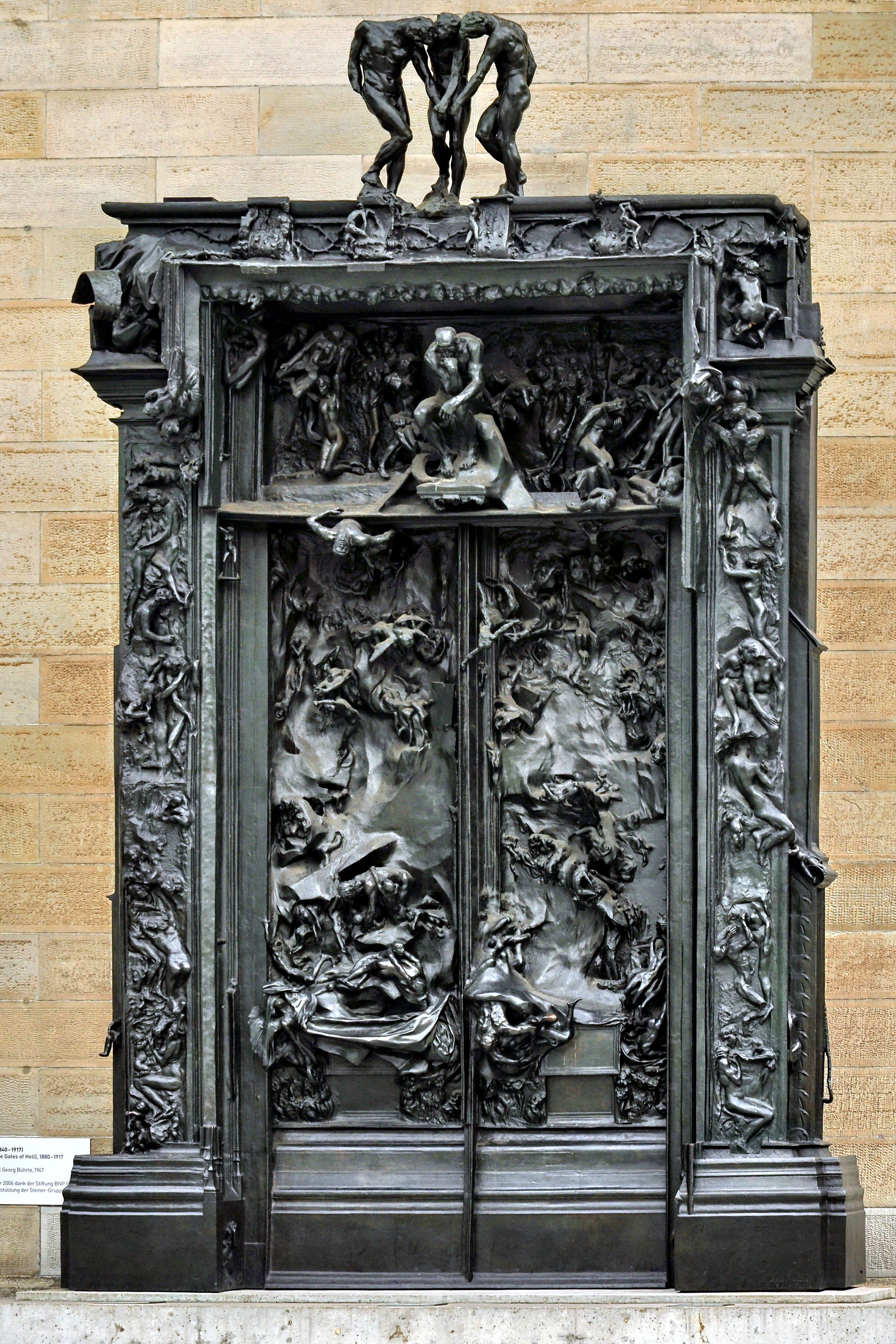
Brama Piekła ze scenami inferno z Boskiej Komedii. Pierwszy odlew brązowy portalu, Muzeum Rodina

Brama piekieł – w roku 1880 Auguste Rodin otrzymał zamówienie państwowe na projekt bramy z brązu dla Musée des Arts Décoratifs w Paryżu. Pracował nad tym dziełem 37 lat, prawie do śmierci w 1917.
Pierwotnie główną inspiracją artysty były sceny z Boskiej Komedii Dantego. W trakcie pracy, przeróbek i zmian inspirowały Rodina również inne dzieła: np. Kwiaty zła Charlesa Baudelaira.
Wiele figur tej monumentalnej kompozycji stanowi samoistne rzeźby, wykonane w trakcie pracy nad Bramą. Do najbardziej znanych należy Myśliciel (1880-1900), umieszczony centralnie w osi kompozycji, a także Pocałunek (1886) i Trzy cienie (1880). Te elementy kompozycji odlał Antoine Bourdelle jako samodzielne rzeźby. Cała kompozycja Bramy doczekała się realizacji w brązie dopiero w roku 1926. Jej cztery kopie znajdują się w muzeach w Paryżu, w Zurychu, Tokio i Filadelfii.

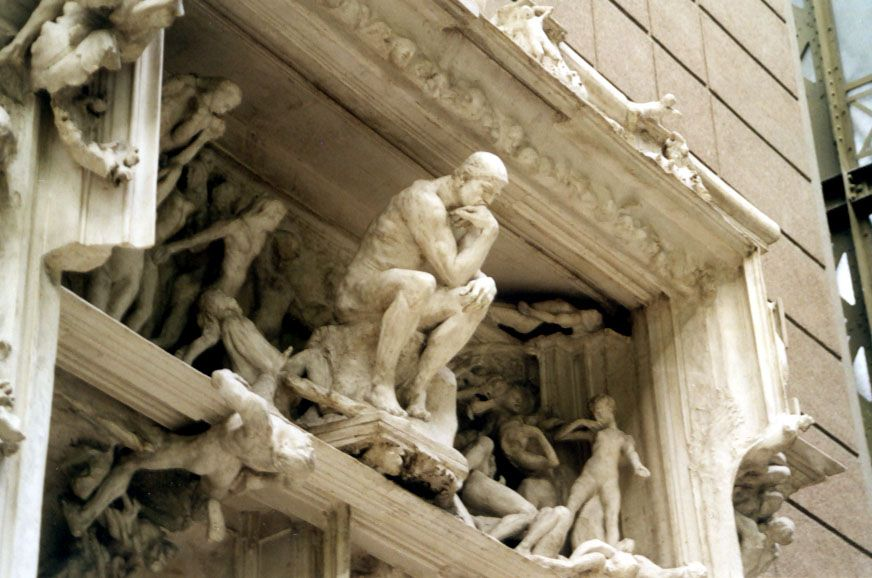
Brama piekieł, detal - Myśliciel (kopia w Musée d’Orsay  w Paryżu)
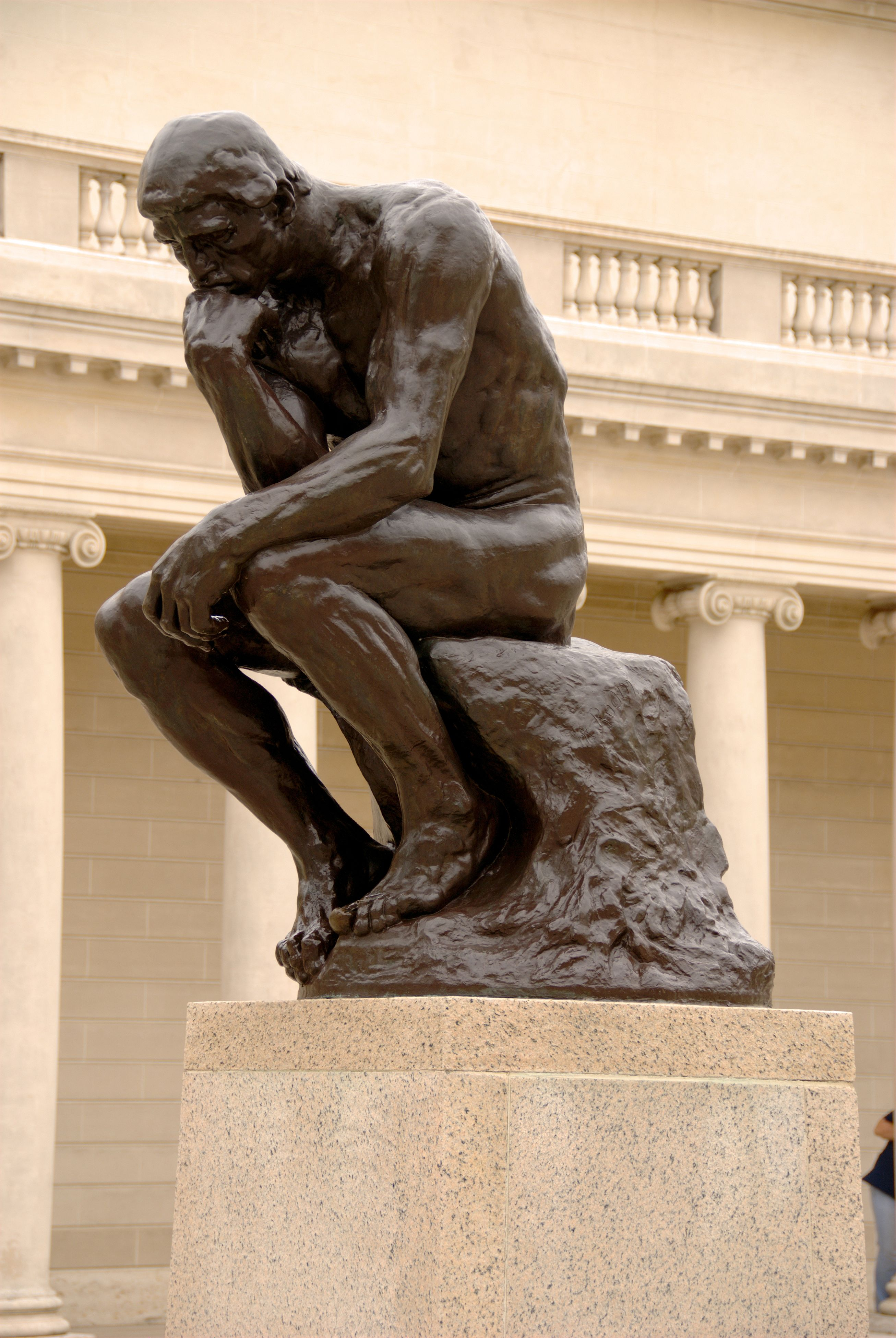
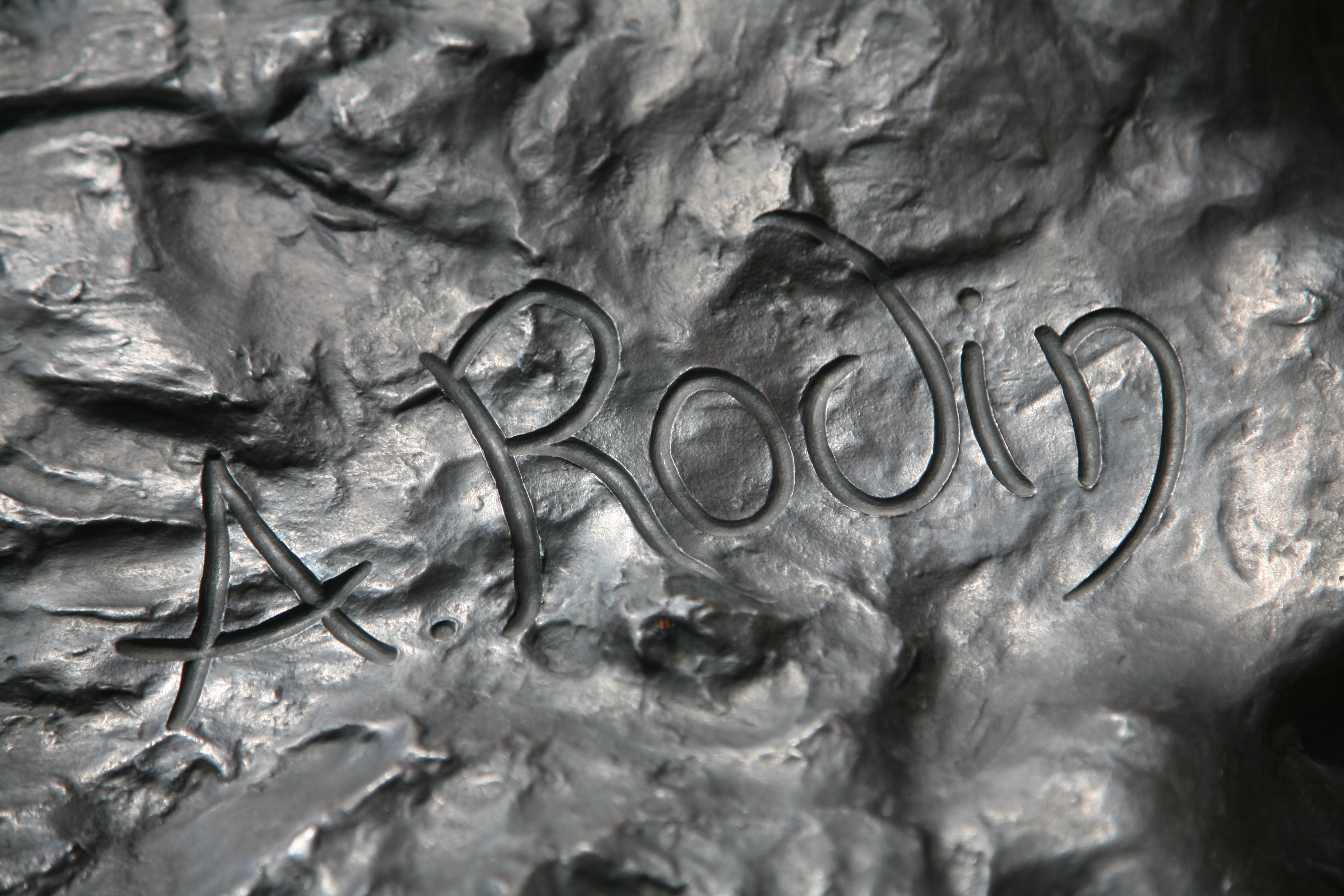
Sygnatura Rodina na Myślicielu
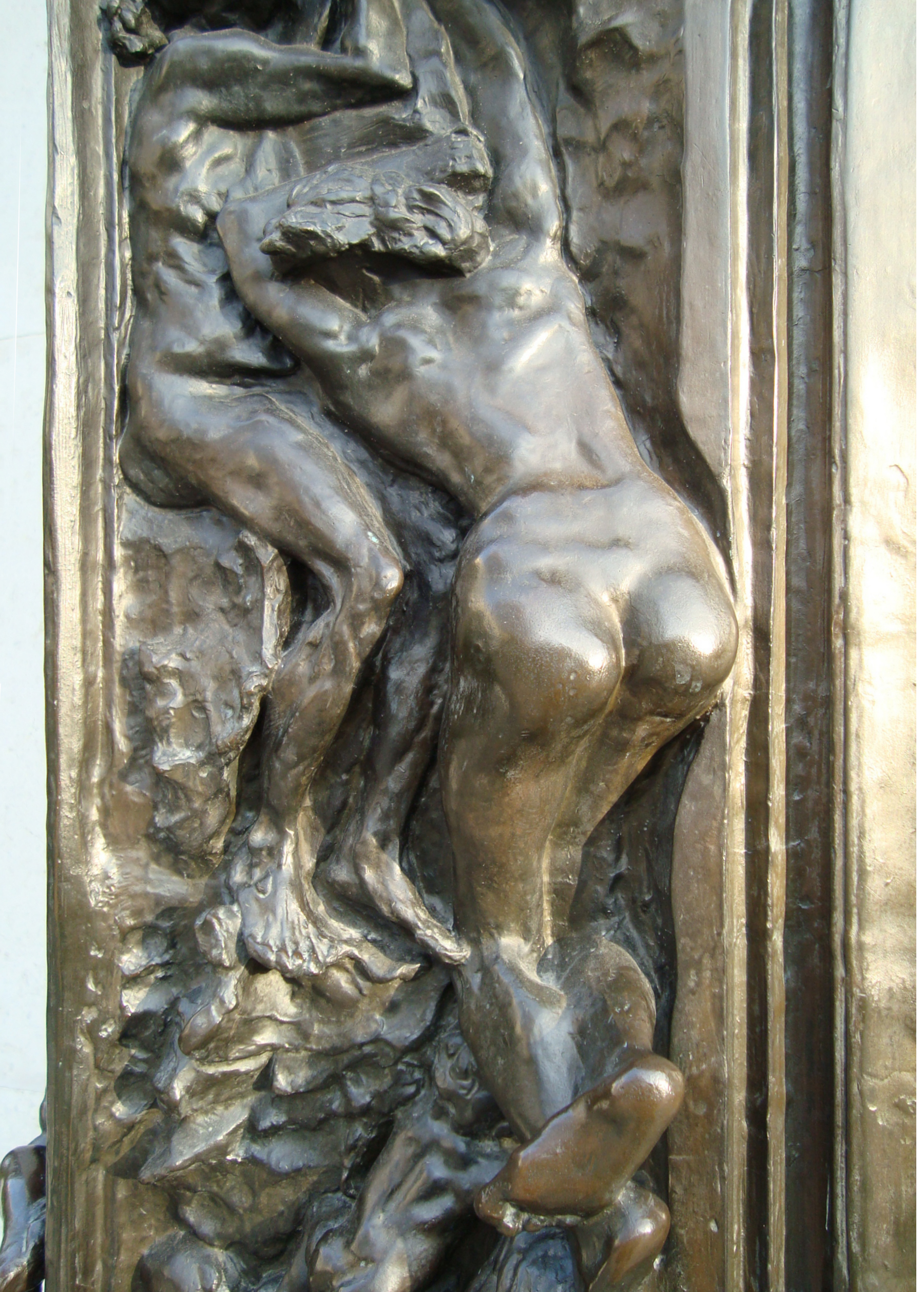
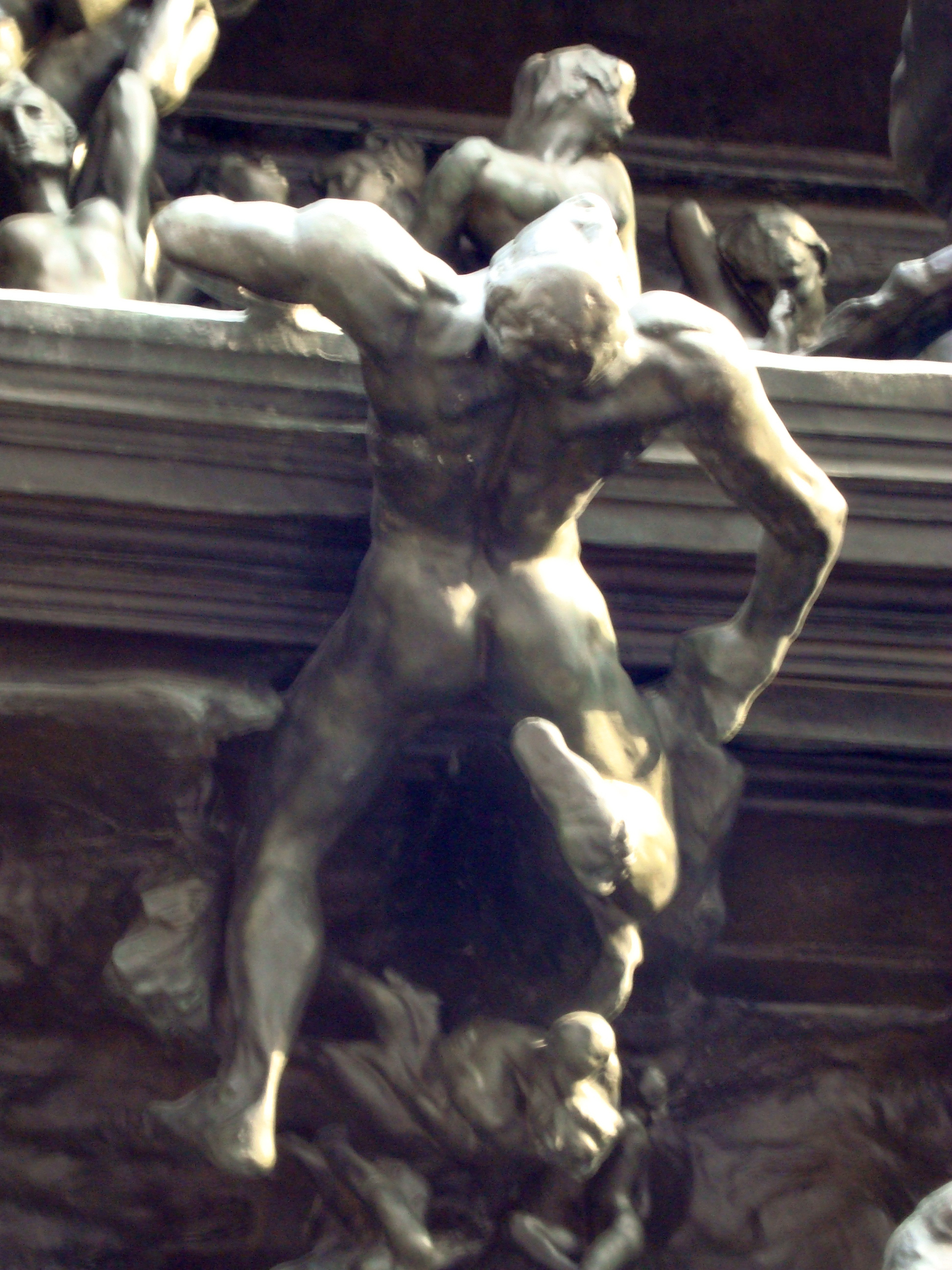
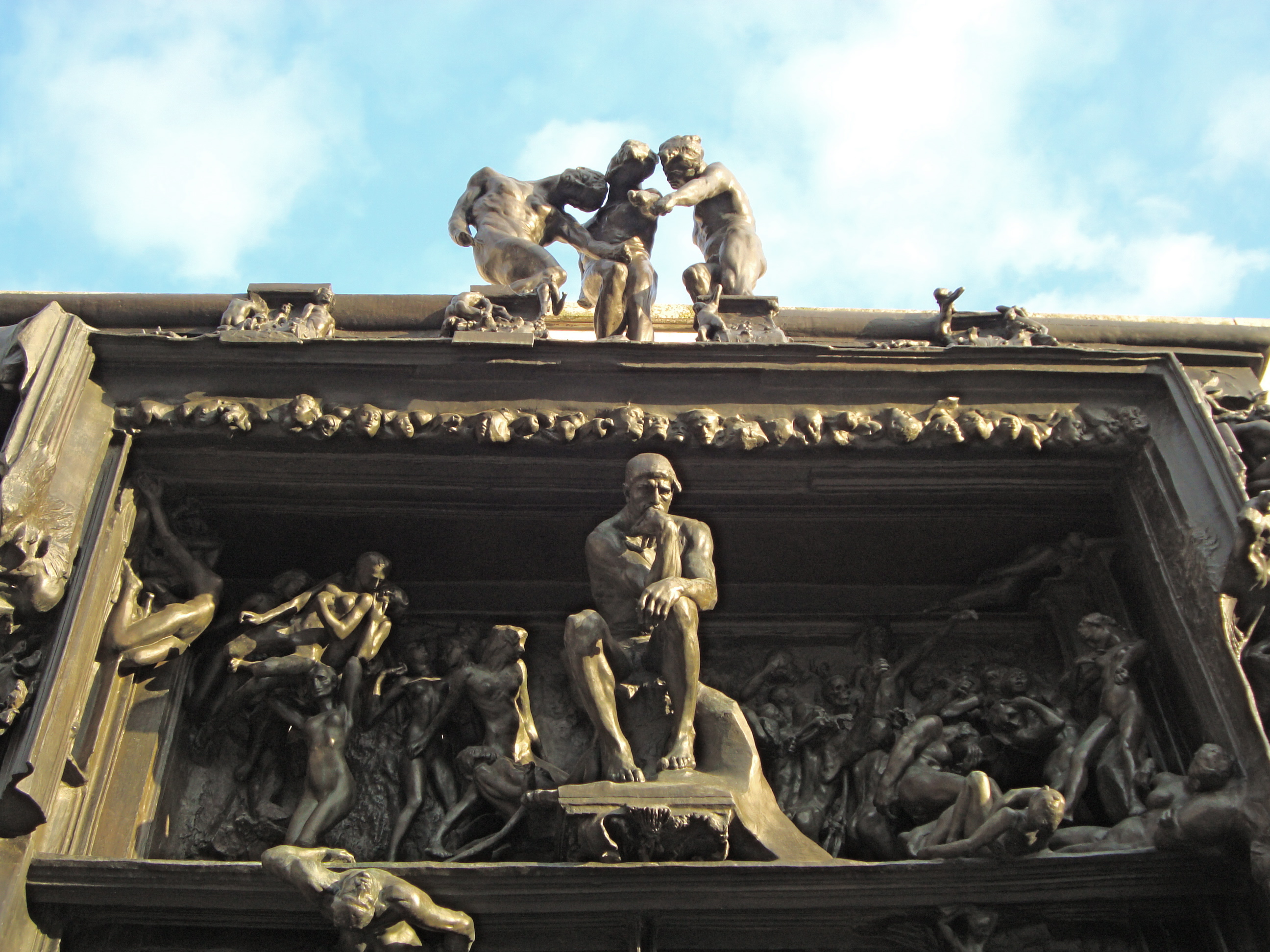